# NWA Brass Knuckles Championship (New England version)
L'NWA Brass Knuckles Championship (New England version) è stato un titolo promosso dalla federazione NWA New England, un territorio della National Wrestling Alliance attivo principalmente in Massachusetts.
Il titolo fu attivo dal 2000, anno in cui iniziò ad essere difeso, fino al 2004, anno in cui è nota l'ultima difesa.

## Storia
Il termine brass knuckles (letteralmente: tirapugni di ottone) rappresenta la natura di questo titolo: gli incontri titolati vedevano inizialmente la possibilità per i lottatori di utilizzare dei tirapugni, anche se questa regola fu sostituita in seguito da un più generico incontro senza squalifiche. All'interno dei territori NWA furono promossi, nel corso degli anni, un totale di otto titoli con questo nome.
La NWA New England iniziò a promuovere una versione del titolo a partire dal 2000, quando venne assegnato in un torneo inaugurale. Il titolo fu utilizzato regolarmente fino al 2004, quando smise di essere promosso e fu di fatto abbandonato.

## Albo d'oro
| Legenda  |                                                                               |
| -------- | ----------------------------------------------------------------------------- |
| #        | Indica il numero del regno titolato                                           |
| Regno    | Viene indicato il numero del regno del campione                               |
| Data     | La data in cui il titolo è stato vinto                                        |
| Località | Indica il luogo in cui il titolo è stato vinto                                |
| Note     | Indica notizie particolari riguardanti i cambi di titolo o altre informazioni |

| # | Campione        | Regno | Data             | Giorni | Località                  | Evento     | Note                                                                                           | Fonti |
| - | --------------- | ----- | ---------------- | ------ | ------------------------- | ---------- | ---------------------------------------------------------------------------------------------- | ----- |
| 1 | Mike Johnson    | 1     | 22 giugno 2000   | 28     | Somerville, Massachusetts | House show | Vincendo un torneo per diventare campione inaugurale, sconfiggendo in finale Trooper Gilmonre. |       |
| 2 | Trooper Gilmore | 1     | 20 luglio 2000   | 35     | Somerville, Massachusetts | House show |                                                                                                |       |
| 3 | Gino Martino    | 1     | 24 agosto 2000   | --     | Somerville, Massachusetts | House show |                                                                                                |       |
| 4 | The Outpatient  | 1     | novembre 2000    | --     | --                        | House show |                                                                                                |       |
| 5 | Rick Fuller     | 1     | 9 giugno 2001    | 252    | Milford, Massachusetts    | House show |                                                                                                |       |
| 6 | Eric Sbraccia   | 1     | 16 febbraio 2002 | --     | Malden, Massachusetts     | House show |                                                                                                |       |
| — | Vacante         | —     | 2002             | —      | —                         | —          | Il titolo fu reso vacante quando Sbraccia lasciò la federazione.                               |       |
| 7 | Gino Martino    | 2     | 6 giugno 2004    | 58     | Buxton, Maine             | House show | Vincendo una battle royal per riassegnare il titolo.                                           |       |
| 8 | Osirus          | 1     | 3 agosto 2004    | 7      | Buxton, Maine             | House show |                                                                                                |       |
| 9 | Gino Martino    | 3     | 10 agosto 2004   | --     | Buxton, Maine             | House show |                                                                                                |       |
| — | Disattivato     | —     | 2004             | —      | —                         | —          | Il titolo smise di essere promosso e fu di fatto disattivato.                                  |       |